# Борго Дал'Армелина II (Тревизо)
Борго Дал'Армелина II је насеље у Италији у округу Тревизо, региону Венето.
Према процени из 2011. у насељу је живело 23 становника. Насеље се налази на надморској висини од 43 м.